# Frida (film)
Frida is een biografische dramafilm uit 2002 onder regie van Julie Taymor. Het verhaal is gebaseerd op het boek Frida: A Biography of Frida Kahlo (1983) van Hayden Herrera en gaat over het leven van de Mexicaanse kunstschilder Frida Kahlo. De film onderzoekt nadrukkelijk de relatie tussen Kahlo's leven en haar kunst.
Frida werd genomineerd voor zes Academy Awards, waarvan die voor beste grime en beste filmmuziek (van Elliot Goldenthal) daadwerkelijk werden gewonnen. Daarnaast won de film meer dan vijftien andere prijzen, waaronder de BAFTA Award voor beste grime, de Golden Globe voor beste filmmuziek, Golden Satellite Awards voor beste kostuums en beste filmmuziek, de Mimmo Rotella Foundation Award van het Filmfestival van Venetië 2002 en zowel de prijs voor beste componist als die voor beste filmmuziek bij de World Soundtrack Awards 2003.

## Verhaal
Frida Kahlo (Salma Hayek) raakt op achttienjarige leeftijd zwaargewond bij een busongeluk, dat haar voor het leven verminkt. Tijdens de maandenlange revalidatieperiode begint ze te schilderen. Ze wordt ontdekt door kunstenaar Diego Rivera (Alfred Molina), met wie ze trouwt. Het stel vormt een prominente aanwezigheid in Amerikaanse kunstkringen. Na een turbulent verblijf in de Verenigde Staten keert het koppel terug naar Mexico. Daar bieden ze onderdak aan de verbannen Russische leider Trotski, met wie Kahlo een affaire krijgt.

## Rolverdeling
- Salma Hayek - Frida Kahlo
- Alfred Molina - Diego Rivera
- Mía Maestro - Cristina Kahlo
- Patricia Reyes Spíndola - Matilde Kahlo
- Roger Rees - Guillermo Kahlo
- Alejandro Usigli - Professor
- Geoffrey Rush - Leon Trotski
- Margarita Sanz - Natalia Trotski
- Amelia Zapata - Dienstmeid
- Ashley Judd - Tina Modotti
- Diego Luna - Alejandro Gonzalez Arias
- Fermín Martínez - Schilder in bus
- Loló Navarro - Kindermeid
- Lucia Bravo - Model in het auditorium
- Valeria Golino - Lupe Marín
- Felipe Fulop - Jean van Heijenoort
- Edward Norton - Nelson Rockefeller
- Antonio Banderas - David Alfaro Siqueiros